# Diecezja Haarlemu

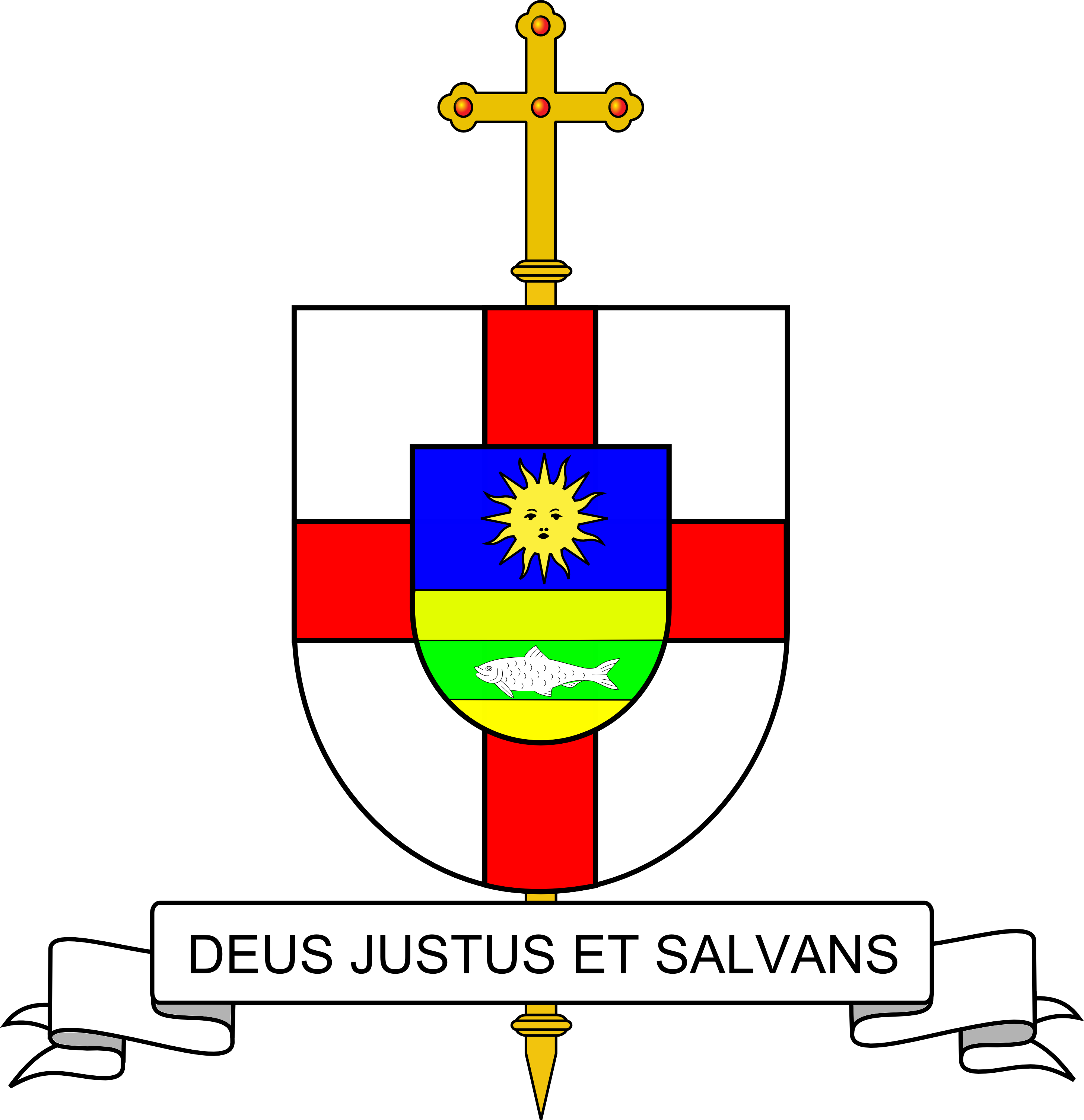
Herb Starokatolickiego Biskupa Harlemu Dicka Schoona

Diecezja Haarlemu  – jedna z dwóch diecezji Kościoła Starokatolickiego w Holandii, ze stolicą w Haarlem. Diecezja została wyodrębniona w 1559 roku z rzymskokatolickiej diecezji Utrechtu, a następnie od 1732 roku pozostaje w niezależności od Papieża. Od 2008 r. ordynariuszem diecezji jest bp dr Dirk-Jan (Dick) Schoon (ur. 1959). Diecezja dzieli się na dwa regiony: południowy i północny.

## Parafie

### Region południowy
- Parafia św. apostołów Piotra i Pawła oraz św. Jana i Willibrorda w Amsterdamie, proboszcz: bp dr Dick Schoon
  - Wspólnota starokatolicka w Aalsmeer
- Parafia Katedralna św. Anny i Najświętszej Maryi Panny w Haarlemie, proboszcz: ks. Robert Frede
- Parafia św. Mikołaja i św. Marii Magdaleny w Kromme, proboszcz: ks. Harald Munch
- Parafia św. Alberta w IJmuiden, proboszcz: ks. Harald Munch

### Region północny
- Parafia św. Wawrzyńca w Alkmaarze, proboszcz: ks. Erna Peijnenburg
- Parafia św. Jakuba i Augustyna w Den Haag, proboszcz: ks. dr  Leen Wijker
- Parafia św. Mikołaja w Den Helder, proboszcz: ks. dr Age Kramer
- Parafia św. Agnes w Egmond, proboszcz: ks. Rudolf Scheltinga
- Parafia św. Gummarusa i Pankratiusza w Enkhuizen, proboszcz: ks. dr Joop Albers
- Wspólnota starokatolicka św. Marcina we Fryzji, opiekun: ks. kan. dr Wieste van der Velde
- Parafia św. Marcina w Groningen, proboszcz: ks. dr Victor Scheijde